# Patere quam ipse fecisti legem
 Patere quam ipse fecisti legem лат. (изговор:патере квам ипсе фецисти легем). Покоравај се закону који си сам сачинио. (Питак)

## Поријекло изреке
Изрекао Питак, Један од седам грчких мудраца у смјени VII  у  VI вијек пне  .

## Значење
Правила која одређујеш другима прво сам мораш поштовати.